# بخش نوو دو ژولیو (سانتافه)
بخش نوو دو ژولیو (به اسپانیایی: Departamento Nueve de Julio) یک منطقهٔ مسکونی در آرژانتین است که در استان سانتافه واقع شده‌است. بخش نوو دو ژولیو ۱۶٬۸۷۰ کیلومتر مربع مساحت و ۲۸٬۲۷۳ نفر جمعیت دارد.